# Polsat Rodzina
Polsat Rodzina ist ein Fernsehsender der Polsat-Gruppe mit Vollprogramm, der sich in erster Linie an Familien richtet.

## Geschichte
2018 erhielt Polsat die Konzession von KRRiT für drei neue Sender: Polsat Games, Polsat Rodzina und smart Dom. Am 16. Oktober 2018 startete der Sender schließlich.

## Programm
- Mamma Mia!
- Angelus
- Wszystko, co chcielibyście wiedzieć
- Msza święta dla dzieci
- Nasz Nowy Dom
- Ewa gotuje
- SuperLudzie

### Animationsserien
- Es war einmal...
- Die Biene Maja (1975)
- Coco, der neugierige Affe

### Serien
- Rodzina zastępcza
- Anno Domini